# Притча о пустом кувшине
Притча о пустом кувшине (англ. Parable of the empty jar) — апокрифическая притча Иисуса Христа, упоминаемая только в Евангелии от Фомы.

М. К. Трофимова. Евангелие от Фомы, перевод на русский, комментарии, примечания.:

101 Иисус сказал: Царствие [Отца] подобно женщине, которая несёт сосуд, полный муки, (и) идёт удаляющейся дорогой. Ручка сосуда разбилась, мука рассыпалась позади неё на дороге. Она не знала (об этом), она не поняла, (как) действовать. Когда она достигла своего дома, она поставила сосуд на землю (и) нашла его пустым.

## Аутентичность
Ученые, участники Семинара Иисуса, признали, что притча может принадлежать Иисусу, но с полной уверенностью этого утверждать нельзя. К этому мнению их привели параллели с «Притчей о закваске», которая в Евангелии от Фомы непосредственно предшествует «Притче о пустом кувшине», и «Притчей о зерне горчичном». Во всех случаях Царствие начинается с чего-то незаметного, неожидаемого или обыкновенного. Выводы Семинара Иисуса критиковались другими исследователями.